# Phanogomphus exilis
Phanogomphus exilis is een echte libel uit de familie van de rombouten (Gomphidae).
De wetenschappelijke naam van de soort werd in 1854 als Gomphus exilis gepubliceerd door Edmond de Selys Longchamps.
De soort staat op de Rode Lijst van de IUCN als niet bedreigd, beoordelingsjaar 2007, de trend van de populatie is volgens de IUCN stabiel.

## Synoniemen
- Gomphus flavocaudatus Walker, 1940